# Partia Akcji i Solidarności
Partia Akcji i Solidarności (rum. Partidul Acțiune și Solidaritate) – mołdawska partia polityczna o charakterze centroprawicowym i liberalnym, założona przez Maię Sandu w 2016 roku. Partia jest obserwatorem Europejskiej Partii Ludowej i Międzynarodowej Unii Demokratycznej.

## Historia
Partia powstała w wyniku protestów w Mołdawii w latach 2015–2016 i rosnącego niezadowolenia obywateli z działań ówczesnej partii rządzącej. 23 grudnia 2015 roku Maia Sandu zamieściła w serwisie YouTube film, w którym ogłosiła zamiar utworzenia nowej partii politycznej. Podanym przez nią powodem takiego działania było utworzenie oddolnej partii, która funkcjonowałaby w oparciu o zasady demokracji wewnętrznej i byłaby finansowana z niewielkich datków. Sandu została wybrana na lidera PAS 15 maja 2016 roku, a 26 maja partia została oficjalnie zarejestrowana przez Ministerstwo Sprawiedliwości. W momencie rejestracji partia liczyła 7500 członków. W lutym 2017 roku partia złożyła wniosek o członkostwo w Europejskiej Partii Ludowej.

### Koalicja rządowa w 2019 roku
W wyborach parlamentarnych w Mołdawii w 2019 roku partia PAS i Platforma Godność i Prawda utworzyły Blok Wyborczy Teraz, który zebrał 26,8% głosów. Po podziale sojuszu na dwie odrębne frakcje parlamentarne, PAS uzyskał 15 mandatów. 6 czerwca partia ogłosiła gotowość do utworzenia koalicyjnego rządu z prorosyjską Partią Socjalistów Republiki Mołdawii (PSRM) w celu uwolnienia instytucji państwowych, które ich zdaniem znajdowały się pod kontrolą oligarchiczną. Po utworzeniu koalicji przewodniczącą parlamentu wybrano liderkę PSRM Zinaidę Greceanîi, a utworzenie rządu powierzono Mai Sandu. Z powodu znacznych różnic ideologicznych między partiami współtworzącymi koalicję, przetrwała ona jedynie pięć miesięcy, a rząd został odwołany 12 listopada po tym, jak PSRM i Demokratyczna Partia Mołdawii przegłosowały wotum nieufności.

### Zwycięstwa w wyborach w 2020 i 2021 roku
Po odwołaniu rządu Sandu, PAS zostało partią opozycyjną. W wyborach prezydenckich w Mołdawii w 2020 roku, zwyciężyła kandydatka partii, Maia Sandu. Zgodnie z mołdawskim prawem prezydent nie może być członkiem partii politycznej, co skutkowało rezygnacją Sandu z funkcji przewodniczącej i członka partii, do następnego kongresu partii funkcję prezesa PAS pełnił tymczasowo pierwszy wiceprezes Igor Grosu.
W lipcu 2021 roku Partia Akcji i Solidarności wygrała wybory parlamentarne i zdobyła 63 miejsca w 101-osobowym Parlamencie. 6 sierpnia tego samego roku Parlament udzielił wotum zaufania nowo utworzonemu rządowi Natalii Gavrilițy. W lutym 2023 roku jej następcą na stanowisku premiera został inny członek PAS, Dorin Recean.

## Postulaty programowe
Partia Akcji i Solidarności jest partią centroprawicową, łączącą liberalizm i socjalliberalizm z liberalizmem gospodarczym.

### Polityka gospodarcza
Zgodnie ze swoim programem, PAS popiera ideę gospodarki opartej na własności prywatnej i opowiada się za znacznym ograniczeniem biurokracji na wszystkich etapach działalności. W kampanii prezydenckiej w 2020 roku kandydatka partii Maia Sandu zaproponowała podniesienie emerytury minimalnej do 2000 lei.

### Polityka zagraniczna
Partia wspiera integrację Mołdawii z Unią Europejską, partnerstwo ze Stanami Zjednoczonymi oraz utrzymanie niekonfrontacyjnych stosunków z Rosją. Partia popiera wzmocnienie relacji Mołdawii z Rumunią, ale jest przeciwna zjednoczeniu obu państw.

## Przewodniczący Partii Akcji i Solidarności
|    | Portret | Imię i nazwisko | od                                     | do              |
| -- | ------- | --------------- | -------------------------------------- | --------------- |
| 1. |         | Maia Sandu      | 15 maja 2016                           | 10 grudnia 2020 |
| 2. |         | Igor Grosu      | 10 grudnia 2020 (do 15 maja 2022 p.o.) | nadal           |

## Poparcie w wyborach

### Wybory parlamentarne
| Wybory | Parlament Republiki Mołdawii | Parlament Republiki Mołdawii | Parlament Republiki Mołdawii | Parlament Republiki Mołdawii | Parlament Republiki Mołdawii | Rząd               |
| Wybory | Głosy                        | Głosy                        | Głosy                        | Mandaty                      | Mandaty                      | Rząd               |
| Wybory | Liczba                       | %                            | +/−                          | Liczba                       | +/−                          | Rząd               |
| ------ | ---------------------------- | ---------------------------- | ---------------------------- | ---------------------------- | ---------------------------- | ------------------ |
| 2019   | 380 181                      | 26,84 (3.)                   | –                            | 15/101                       | –                            | Koalicja rządowa   |
| 2019   | 380 181                      | 26,84 (3.)                   | –                            | 15/101                       | –                            | Opozycja           |
| 2021   | 774 754                      | 52,80 (1.)                   | 25,96                        | 63/101                       | 48                           | Rząd większościowy |

### Wybory prezydenckie
| Wybory | Kandydat   | I tura  | I tura     | II tura | II tura    | Uwagi                      |
| Wybory | Kandydat   | Głosów  | %          | Głosów  | %          | Uwagi                      |
| ------ | ---------- | ------- | ---------- | ------- | ---------- | -------------------------- |
| 2016   | Maia Sandu | 549 152 | 38,71 (2.) | 766 593 | 47,89 (2.) | Przegrana z Igorem Dodonem |
| 2020   | Maia Sandu | 487 635 | 36,16 (1.) | 943 006 | 57,72 (1.) | Wygrana z Igorem Dodonem   |